# شیطان عاشق
شیطان عاشق (به ایتالیایی: L'arcidiavolo) محصول ۱۹۶۶ ایتالیا فیلمی کمدی- فانتزی به کارگردانی اتوره اسکولا با بازی گابریله فرزتی است.